# Ways of Being
Ways of Being – Animals, Plants, Machines: The Search for a Planetary Intelligence (2022) ist ein Sachbuch des britischen Autors James Bridle, das sich mit Künstlicher Intelligenz im Spannungsfeld zur natürlichen Welt beschäftigt.

## Inhalt
In „Ways of Being“ setzt Bridle die vielfältigen Daseinsformen auf der Erde in Beziehung und stellt die Frage, was wir (Menschen) von diesen lernen und wie wir Veränderungen zu einem gerechteren Miteinander auch mit der nichtmenschlichen Erdbevölkerung erreichen können. In einem weit gespannten Bogen, „von griechischen Orakeln bis zu Kraken, von Wäldern bis zu Satelliten“ definiert Bridle die Geschichte von Ökologie, Technologie und Intelligenz neu. Er argumentiert, dass neue, erweiterte Definitionen dieser Begriffe für die von ihm postulierten Veränderungen notwendig sind.

## Rezeption
Ein Rezensent des American Spectator schrieb, das zentrale Thema des Buches sei kollaborative Intelligenz – zwischen Menschen, Computern und der gesamten Natur.
Ein Rezensent der Zeitschrift Geographical betonte, das Buch beschreibe Situationen, in denen Menschen bemerkenswerte neue Technologien entwickelten, indem sie natürliche Prozesse beobachteten.
Ein Rezensent von Kirkus Reviews bezeichnete das Buch als wissenschaftlich präzise, aber dennoch für ein allgemeines Publikum zugänglich.

## Bibliografie
- James Bridle: Ways of Being. Farrar, Straus and Giroux, New York 2022, ISBN 978-0-374-60111-9 (englisch).